# WCW Souled Out
Souled Out fue un evento emitido por PPV de lucha libre profesional producido por la World Championship Wrestling. Estuvo activo durante el mes de enero desde 1997 hasta 2000. El evento empezó como un PPV de la nWo, pero no obtuvo las ganancias esperadas, acabando transformándose en un PPV de la WCW contra la nWo hasta que la nWo se disolvió. En el 2001 fue reemplazado por WCW Sin.

## 1997
Souled Out 1997 tuvo lugar el 25 de enero de 1997 desde el Five Seasons Center en Cedar Rapids, Iowa. Este fue un evento patrocinado por la nWo, por lo que en las luchas se enfrentaban la WCW y la nWo. Ningún luchador representante de la WCW tenía permitido ingresar al cuadrilátero con un tema de entrada, en cambio, los miembros de la nWo tenían su temas de entrada.
- Masahiro Chono derrotó a Chris Jericho (11:08)
  - Chono cubrió a Jericho después de una "Yakuza Kick".
- Big Bubba Rogers derrotó a Hugh Morrus (con Jimmy Hart) en un Mexican Death match (9:03)
- Jeff Jarrett derrotó a Mr. Wallstreet (9:22)
  - Jarrett cubrió a Wallstreet después de una interferencia de Steve McMichael.
- Buff Bagwell derrotó a Scotty Riggs (13:51)
  - Bagwell cubrió a Riggs después de un "Buff Blockbuster".
- Scott Norton derrotó a Diamond Dallas Page por cuenta de 10 (9:39)
- The Steiner Brothers (Rick y Scott) derrotaron a The Outsiders (Kevin Nash y Scott Hall) ganando el Campeonato Mundial en Parejas de la WCW.
  - Rick cubrió a Hall después de un "Steiner Bulldog".
- Eddy Guerrero derrotó a Syxx en un Ladder match reteniendo el Campeonato de los Estados Unidos de la WCW (13:48)
  - Eddy ganó tras descolgar el campeonato.
- El Campeón Mundial Peso Pesado de la WCW Hollywood Hogan y The Giant terminaron sin resultado (11:00)
  - El combate terminó cuando los otros miembros de la nWo atacaron a The Giant.

## 1998
Souled Out 1998 tuvo lugar el 24 de enero de 1998 desde el Hara Arena en Dayton, Ohio.
- Juventud Guerrera, Super Caló, Lizmark, Jr. y Chavo Guerrero, Jr. derrotaron a La Parka, Psicosis, Silver King y El Dandy (9:30)
  - Guerrero cubrió a Psicosis después de un "Tornado DDT".
- Chris Benoit derrotó a Raven en un Raven's Rules match (10:36)
  - Benoit ganó cuando Raven se desmayó después de un "Crippler Crossface".
- Chris Jericho derrotó a Rey Mysterio ganando el Campeonato Peso Crucero de la WCW (8:28)
  - Jericho forzó a Mysterio a rendierse con un "Lion Tamer".
  - Después de la lucha Jericho atacó con una caja de herramientas la rodilla de Mysterio.
- Booker T derrotó a Rick Martel reteniendo el Campeonato Mundial de Televisión de la WCW (10:50)
  - Booker cubrió a Martel después de un "Harlem Hangover".
- Larry Zbyszko (con Dusty Rhodes) derrotó a Scott Hall (con Louie Spicolli) por descalificación (8:09)
  - Hall fue descalificado después de que Spicolli interfiriera.
  - Después del combate, Rhodes traicionó a Zbyszko y se unió a la nWo.
- Ray Traylor y The Steiner Brothers (Rick y Scott) (conTed DiBiase) derrotaron a nWo (Konnan, Scott Norton y Buff Bagwell) (con Vincent) (12:20)
  - Scott cubrió a Konnan después de un "Steiner Screwdriver".
- Kevin Nash (con Hulk Hogan y Eric Bischoff) derrotó a The Giant (10:47)
  - Nash cubrió a Giant después de una "Jacknife Powerbomb".
  - Nash hizo mal la powerbomb, tirándole sobre su cuello, lesionando a Giant.
- Bret Hart derrotó a Ric Flair (18:06)
  - Hart forzó a Flair a rendirse con un "Sharpshooter".
- Lex Luger derrotó a Randy Savage (con Miss Elizabeth) (7:07)
  - Luger forzó a Savage a rendirse con un "Torture Rack".

## 1999
Souled Out 1999 tuvo lugar el 17 de enero de 1999 desde el Charleston Civic Center en Charleston, Virginia Occidental.
- Chris Benoit derrotó a Mike Enos (10:34)
  - Benoit forzó a Enos a rendirse con un "Crippler Crossface".
- Norman Smiley derrotó a Chavo Guerrero, Jr. (15:44)
  - Smiley forzó a Guerrero a rendirse con un "Norman Conquest".
- Fit Finlay derrotó a Van Hammer (7:54)
  - Finlay cubrió a Hammer después de un a "Tombstone Piledriver".
- Bam Bam Bigelow derrotó a Wrath (9:23)
  - Bigelow cubrió a Wrath después de una "Greetings from Asbury Park".
- Lex Luger derrotó a Konnan (9:31)
  - Luger forzó a Konnan a rendirse con un "Torture Rack".
- Chris Jericho (con Ralphus) derrotó a Perry Saturn (11:44)
  - Jericho cubrió a Saturn son un "Small Package".
- Billy Kidman derrotó a Rey Mysterio, Juventud Guerrera y Psicosis en un Fatal Four-Way reteniendo el Campeonato Peso Crucero de la WCW (14:24)
  - Kidman cubrió a Guerrera después de un "Shooting Star Press".
- Ric Flair y David Flair (con Arn Anderson) derrotaron a Barry Windham y Curt Hennig (13:56)
  - David cubrió a Hennig después de que Anderson golpegara a Hennig con una palanca de hierro.
- Goldberg derrotó a Scott Hall en un LadderStun Gun match (17:44)
  - Goldberg ganó cuando usó la pistola eléctrica.
  - El combate solo podía ser ganado cuando se usase la pistola eléctrica.

## 2000
Souled Out 2000 tuvo lugar el 16 de enero de 2000 desde el Firstar Center en Cincinnati, Ohio.
- Billy Kidman derrotó a Dean Malenko (con Shane Douglas) en un Catch-as-Catch Can match (2:36)
  - Kidman ganó cuando Malenko accidentalmente tocó el suelo.
- Vampiro derrotó a David Flair (con Daffney y Crowbar) en un Triple Threat match(10:32)
  - Vampiro cubrió a Flair después de un "Nail in the Coffin".
  - Originalmente esta pelea iba a ser por el Campeonato Mundial en Parejas de la WCW entre Flair & Crowbar y Vampiro y un compañero de su elección, pero Vampiro se eligió a sí mismo.
- Big Vito y Johnny the Bull (con Disco Inferno) derrotaron a The Harris Brothers (Ron y Don) (9:33)
  - Vito cubrió a Ron después de una "Clothesline".
- Oklahoma derrotó a Madusa (con Spice) ganando el Campeonato Peso Crucero de la WCW (2:56)
  - Oklahoma cubrió a Madusa con un "Roll-Up".
- Brian Knobbs derrotó a Fit Finlay, Norman Smiley y Meng en un Fatal Four-Way match reteniendo el Campeonato Hardcore de la WCW (6:11)
  - Knobbs cubrió a Smiley después de pegarle con un escudo policial.
- Billy Kidman derrotó a Perry Saturn (con Shane Douglas) en un Bunkhouse match (10:05)
  - Kidman cubrió a Saturn después de un "Bulldog".
- Booker T (con Midnight) derrotó a Stevie Ray por descalificación (6:30)
  - Stevie Ray fue descalificado cuando Big T hizo su debut y atacó a Booker.
- Tank Abbott derrotó a Jerry Flynn (1:39)
  - Abbott dejó KO a Flynn.
- Buff Bagwell derrotó a Diamond Dallas Page en un Last Man Standing match (11:00)
  - DDP no pudo levantarse después de un "Diamond Cutter".
- The Wall (con Shane Douglas) derrotó a Billy Kidman en un Steel Cage match (5:03)
  - Wall cubrió a Kidman después de una "Chokeslam".
- Kevin Nash derrotó a Terry Funk en un Hardcore match siendo nombrado el nuevo miembro de la comisión de la WCW (7:59)
  - Nash cubrió a Funk después de una "Jacknife Powerbomb" contra una silla de acero.
- Chris Benoit derrotó a Sid Vicious (con Arn Anderson como árbitro especial) ganando el vacante Campeonato Mundial Peso Pesado de la WCW (14:50)
  - Benoit forzó a Vicious a rendirse con un "Crippler Crossface".